# 紀元前680年
紀元前680年（きげんぜん680ねん）は、西暦（ローマ暦）による年。紀元前1世紀の共和政ローマ末期以降の古代ローマにおいては、ローマ建国紀元74年として知られていた。紀年法として西暦（キリスト紀元）がヨーロッパで広く普及した中世時代初期以降、この年は紀元前680年と表記されるのが一般的となった。

## 他の紀年法
- 干支 : 辛丑
- 中国
  - 周 - 釐王2年
  - 魯 - 荘公14年
  - 斉 - 桓公6年
  - 晋 - 晋侯緡27年
  - 秦 - 武公18年
  - 楚 - 文王10年
  - 宋 - 桓公2年
  - 衛 - 恵公20年
  - 陳 - 宣公13年
  - 蔡 - 哀侯15年
  - 曹 - 荘公22年
  - 鄭 - 子嬰14年
  - 燕 - 荘公11年
- 朝鮮
  - 檀紀1654年
- ユダヤ暦 : 3081年 - 3082年

## できごと

### 中国
- 斉・陳・曹の連合軍が宋を攻撃した。
- 単伯が諸侯の連合軍に合流してともに宋を攻撃した。
- 楚が蔡に攻め入った。
- 櫟に逃れていた鄭の厲公が鄭に侵入して傅瑕を捕らえた。傅瑕が厲公を国君として迎えることを約束したため、厲公は傅瑕を釈放した。傅瑕は子嬰とその二子を殺害して厲公を迎え入れた。
- 単伯・斉の桓公・宋の桓公・衛の恵公・鄭の厲公が鄄で会合した。

## 死去
- 鄭の子嬰
- 原繁（中国語版）